# Association indienne rationaliste
L'Association indienne rationaliste est une organisation en Inde dont les 100 000 membres promeuvent le scepticisme scientifique et se montrent critiques envers les croyances au surnaturel. L'association publie des livres, des magazines, organise des séminaires, des lectures, et ses représentants apparaissent régulièrement à la télévision pour lutter contre les superstitions qui y sont relayées. 
L'Association indienne rationaliste fut fondée en 1949 à Chennai (nommée Madras jusqu'en 1996). Le président fondateur fut le docteur R. P. Paranjpye (futur vice-chancelier de l'université de Bombay). Sanal Edamaruku, auteur célèbre, est le président actuel de l'association. 
L'Association indienne rationaliste a des ramifications dans différents États de l'Inde, et ses quartiers principaux sont situés à  New Delhi. Elle prit l'initiative de créer Rationalist International en 1995, et organisa trois conférences internationales rationalistes. 
L'écrivain australien Greg Egan évoque l'Association indienne rationaliste dans sa nouvelle Teranesia.

## Activités
L'Association indienne rationaliste tente de s'opposer aux superstitions et aux pseudo-sciences en Inde. Elle a mené des campagnes médiatiques et éducatives pour mettre fin à l'hystérie populaire concernant l'existence d'un monstre appelé « Homme-Singe de Delhi », aux Hommes-Dieux,,, aux statues miraculeuses buveuses de lait, aux superstitions relatives aux éclipses solaires et aux croyances autour des rituels de sacrifices humains.
Parfois appelés « chasseurs de gourous », le groupe critique l'importance accordée au divin dans la culture indienne. Il pratique des démonstrations « magiques » pour répliquer aux faits miraculeux revendiqués par les gourous, comme le fait marcher sur les braises, de faire exploser des pierres avec le pouvoir du mental, de léviter, ou de changer l'eau en sang,.
Des milliers de volontaires assistent à ces démonstrations à travers l'Inde.